# Club Calcio Catania 1963-1964
Questa voce raccoglie le informazioni riguardanti il Club Calcio Catania nelle competizioni ufficiali della stagione 1963-1964.

## Stagione
Nella stagione 1963-1964 il Catania disputa il campionato di Serie A, con 30 punti fa parte del plotoncino di mezza classifica. Il torneo assegna lo scudetto al Bologna che ha battuto nello spareggio l'Inter (2-0), hanno entrambe raccolto 54 punti e sono arrivate in vetta alla classifica. Scendono in Serie B il Modena con 27 punti, che perde lo spareggio delle terz'ultime con la Sampdoria (2-0), la Spal con 24 punti ed il Bari con 22 punti.
Non perdono tempo Ignazio Marcoccio ed il suo fidato Michele Giuffrida a riconfermare Carmelo Di Bella alla guida del Catania per la stagione 1963-1964. Primo colpo di mercato in entrata è Giancarlo Danova ala destra che arriva dal Torino, dalla sponda juventina arriva il centravanti brasiliano Armando Miranda i tifosi catanesi lo ricordano bene per la cannonata su punizione nella goleada juventina al Cibali nel novembre scorso, ma la ciliegina sulla torta è l'acquisto di Sidney Cunha Chinesinho reduce da un anno in prestito al Modena, preso dall'Inter per 130 milioni, per averlo si saluta "Schimmi" Horst Szymaniak un campione di livello europeo e si accoglie un bravo ventottenne brasiliano che nel calcio italiano deve ancora imporsi. Si perdono Renato Benaglia ritornato per 40 milioni alla Fiorentina e Luigi Milan ceduto all'Atalanta, mentre arriva dal Brescia il mediano Faustino Turra. Si disputa un onorevole campionato, con 30 punti il Catania aggancia l'ottavo posto in compagnia di Genoa, Lazio, Catania e Atalanta, la salvezza matematica arriva alla quart'ultima giornata battendo la Fiorentina. In Coppa Italia gli etnei subito fuori al primo turno per mano del Foggia.

## Divise
| Casa | Trasferta |  |

## Rosa
| N. |                    | Ruolo | Calciatore            |
| -- | ------------------ | ----- | --------------------- |
|    | Italia (bandiera)  | P     | Giuseppe Vavassori    |
|    | Italia (bandiera)  | P     | Pier Luigi Branduardi |
|    | Italia (bandiera)  | D     | Mario Corti           |
|    | Italia (bandiera)  | D     | Renato Rambaldelli    |
|    | Italia (bandiera)  | D     | Giampaolo Lampredi    |
|    | Italia (bandiera)  | D     | Remo Bicchierai       |
|    | Italia (bandiera)  | D     | Renato Alberti        |
|    | Italia (bandiera)  | D     | Giulio Bechelli       |
|    | Italia (bandiera)  | D     | Armando Longo         |
|    | Brasile (bandiera) | C     | Chinesinho            |
|    | Italia (bandiera)  | C     | Domenico De Dominicis |
|    | Italia (bandiera)  | C     | Pietro Manzoni        |

| N. |                    | Ruolo | Calciatore             |
| -- | ------------------ | ----- | ---------------------- |
|    | Italia (bandiera)  | C     | Giancarlo Magi         |
|    | Italia (bandiera)  | C     | Adelmo Prenna          |
|    | Italia (bandiera)  | C     | Franco Cordova         |
|    | Italia (bandiera)  | C     | Faustino Turra         |
|    | Italia (bandiera)  | A     | Alvaro Biagini         |
|    | Brasile (bandiera) | A     | Roberto José Battaglia |
|    | Italia (bandiera)  | A     | Giancarlo Danova       |
|    | Italia (bandiera)  | A     | Giovanni Fanello       |
|    | Brasile (bandiera) | A     | Armando Miranda        |
|    | Italia (bandiera)  | A     | Silvio Sgrafetto       |
|    | Italia (bandiera)  | A     | Benito Filippazzo      |
|    | Italia (bandiera)  | A     | Lino Inferrera         |

## Risultati

### Serie A

#### Girone di andata
| Arbitro: | Varazzani (Parma) |

|                                     |           |  |
| Domenghini 12’, 72’ Magistrelli 17’ | Marcatori |  |

| Arbitro: | Grignani (Milano) |

|  |           |                                 |
|  | Marcatori | 30’ Battaglia 60’ (rig.) Danova |

| Catania 25 settembre 1963 3ª giornata | Catania           | 0 – 0 | SPAL | Stadio Cibali\| Arbitro: \| D'Agostini (Roma) \| |
| Arbitro:                              | D'Agostini (Roma) |       |      |                                                  |

| Arbitro: | Roversi (Bologna) |

|  |           |             |
|  | Marcatori | 73’ Vastola |

| Arbitro: | Francescon (Padova) |

|                                            |           |            |
| Toschi 27’ da Silva 31’, 74’ Tamborini 78’ | Marcatori | 50’ Prenna |

| Arbitro: | Rigato (Mestre) |

|           |           |  |
| Prenna 6’ | Marcatori |  |

| Arbitro: | Politano (Cuneo) |

|                                |           |            |
| Altafini 13’, 83’ Ferrario 71’ | Marcatori | 48’ Prenna |

| Bari 27 ottobre 1963 8ª giornata | Bari           | 0 – 0 | Catania | Stadio della Vittoria\| Arbitro: \| Righi (Milano) \| |
| Arbitro:                         | Righi (Milano) |       |         |                                                       |

| Arbitro: | Lo Bello (Siracusa) |

|                       |           |  |
| Miranda 1’ Danova 62’ | Marcatori |  |

| Modena 17 novembre 1963 10ª giornata | Modena          | 0 – 0 | Catania | Stadio Alberto Braglia\| Arbitro: \| Genel (Trieste) \| |
| Arbitro:                             | Genel (Trieste) |       |         |                                                         |

| Roma 24 novembre 1963 11ª giornata | Lazio             | 0 – 0 | Catania | Stadio Olimpico\| Arbitro: \| Roversi (Bologna) \| |
| Arbitro:                           | Roversi (Bologna) |       |         |                                                    |

| Arbitro: | Marchese (Napoli) |

|             |           |                           |
| Fanello 89’ | Marcatori | 20’ Facchetti 65’ Ciccolo |

| Arbitro: | Sbardella (Roma) |

|             |           |                       |
| Fanello 63’ | Marcatori | 46’, 49’, 75’ Nielsen |

| Arbitro: | Adami (Roma) |

|             |           |            |
| Maschio 73’ | Marcatori | 75’ Danova |

| Arbitro: | Roversi (Bologna) |

|                         |           |  |
| De Dominicis 43’ (aut.) | Marcatori |  |

| Arbitro: | Marchese (Napoli) |

|                          |           |  |
| Miranda 40’ Lampredi 64’ | Marcatori |  |

| Catania 12 gennaio 1964 17ª giornata | Catania          | 0 – 0 | Roma | Stadio Cibali\| Arbitro: \| Jonni (Macerata) \| |
| Arbitro:                             | Jonni (Macerata) |       |      |                                                 |

#### Girone di ritorno
| Catania 26 gennaio 1964 18ª giornata | Catania      | 0 – 0 | Atalanta | Stadio Cibali\| Arbitro: \| Adami (Roma) \| |
| Arbitro:                             | Adami (Roma) |       |          |                                             |

| Arbitro: | Rigato (Mestre) |

|                                       |           |                                             |
| Fanello 21’, 30’, 32’ Danova 29’, 58’ | Marcatori | 15’ Bicicli 42’ Baveni 66’ (rig.) Locatelli |

| Arbitro: | Gambarotta (Genova) |

|                                      |           |             |
| Novelli 5’ Massei 42’ (rig.) Bui 73’ | Marcatori | 48’ Fanello |

| Arbitro: | Grignani (Milano) |

|             |           |            |
| Campana 40’ | Marcatori | 85’ Danova |

| Arbitro: | Di Tonno (Lecce) |

|           |           |                                                        |
| Turra 85’ | Marcatori | 12’ Wisnieski 42’ Salvi 53’ Tamborini 62’, 69’ Barison |

| Torino 1º marzo 1964 23ª giornata | Torino             | 0 – 0 | Catania | Stadio Comunale\| Arbitro: \| Angelini (Firenze) \| |
| Arbitro:                          | Angelini (Firenze) |       |         |                                                     |

| Arbitro: | Jonni (Macerata) |

|  |           |              |
|  | Marcatori | 62’ Altafini |

| Arbitro: | Roversi (Bologna) |

|              |           |  |
| Battaglia 5’ | Marcatori |  |

| Messina 22 marzo 1964 26ª giornata | Messina         | 0 – 0 | Catania | Stadio Giovanni Celeste\| Arbitro: \| Rigato (Mestre) \| |
| Arbitro:                           | Rigato (Mestre) |       |         |                                                          |

| Arbitro: | D'Agostini (Roma) |

|             |           |  |
| Fanello 36’ | Marcatori |  |

| Arbitro: | Righi (Milano) |

|               |           |  |
| Cinesinho 82’ | Marcatori |  |

| Arbitro: | De Robbio (Torre Annunziata) |

|                                          |           |               |
| Petroni 43’, 50’ Mazzola 54’ Ciccolo 83’ | Marcatori | 35’ Battaglia |

| Arbitro: | Genel (Trieste) |

|             |           |  |
| Nielsen 18’ | Marcatori |  |

| Arbitro: | Grignani (Milano) |

|                          |           |  |
| Battaglia 4’ Fanello 65’ | Marcatori |  |

| Catania 17 maggio 1964 32ª giornata | Catania         | 0 – 0 | Mantova | Stadio Cibali\| Arbitro: \| Rigato (Mestre) \| |
| Arbitro:                            | Rigato (Mestre) |       |         |                                                |

| Arbitro: | Orlando (Bergamo) |

|                                                                 |           |                        |
| Bicchierai 29’ (aut.) Stacchini 56’ Del Sol 63’ Nenè 76’ (rig.) | Marcatori | 1’ Danova 4’ Battaglia |

| Arbitro: | Monti (Ancona) |

|                                                      |           |                                                    |
| De Sisti 34’ Manfredini 47’ Leonardi 49’ Sormani 82’ | Marcatori | 41’ Fanello 52’ (aut.) Ardizzon 70’, 73’ Cinesinho |

### Coppa Italia
| Arbitro: | Monti (Ancona) |

|                          |           |                |
| Oltramari 17’ Nocera 63’ | Marcatori | 48’ Filippazzo |

### Coppa delle Alpi
| Arbitro: | Keller |

|                          |           |                 |
| Rossbach 57’ Ziegler 86’ | Marcatori | 24’, 73’ Danova |

| Arbitro: | Dienst |

|                                     |           |                    |
| Cinesinho 23’, 26’, 86’ Cordova 69’ | Marcatori | 8’, 37’ Manfredini |

| Arbitro: | Mellet |

|                                 |           |                                |
| Schindelholz 73’ Vonlanthen 82’ | Marcatori | 32’, 84’ Fanello 71’ Cinesinho |

| Arbitro: | Dienst |

|                  |           |  |
| Piaceri 50’, 80’ | Marcatori |  |

## Statistiche

### Statistiche di squadra
| Competizione | Punti | In casa | In casa | In casa | In casa | In casa | In casa | In trasferta | In trasferta | In trasferta | In trasferta | In trasferta | In trasferta | Totale | Totale | Totale | Totale | Totale | Totale | DR  |
| Competizione | Punti | G       | V       | N       | P       | Gf      | Gs      | G            | V            | N            | P            | Gf           | Gs           | G      | V      | N      | P      | Gf     | Gs     | DR  |
| ------------ | ----- | ------- | ------- | ------- | ------- | ------- | ------- | ------------ | ------------ | ------------ | ------------ | ------------ | ------------ | ------ | ------ | ------ | ------ | ------ | ------ | --- |
| Serie A      | 30    | 17      | 8       | 4       | 5       | 18      | 15      | 17           | 1            | 8            | 8            | 14           | 29           | 34     | 9      | 12     | 13     | 32     | 44     | -12 |
| Coppa Italia |       | -       | -       | -       | -       | -       | -       | 1            | 0            | 0            | 1            | 1            | 2            | 1      | 0      | 0      | 1      | 1      | 2      | -1  |
| Totale       |       | -       | -       | -       | -       | -       | -       | -            | -            | -            | -            | -            | -            | -      | -      | -      | -      | -      | -      | -   |

### Statistiche dei giocatori
| Giocatore       | Serie A  | Serie A | Coppa Italia | Coppa Italia | Totale   | Totale |
| Giocatore       | Presenze | Reti    | Presenze     | Reti         | Presenze | Reti   |
| --------------- | -------- | ------- | ------------ | ------------ | -------- | ------ |
| R. Alberti      | 15       | 0       | ?            | ?            | 15+      | 0+     |
| R. Battaglia    | 15       | 4       | ?            | ?            | 15+      | 4+     |
| A. Biagini      | 27       | 0       | ?            | ?            | 27+      | 0+     |
| R. Bicchierai   | 25       | 0       | ?            | ?            | 25+      | 0+     |
| P. Branduardi   | 10       | -13     | ?            | ?            | 10+      | -13+   |
| Cinesinho       | 30       | 3       | ?            | ?            | 30+      | 3+     |
| F. Cordova      | 6        | 0       | ?            | ?            | 6+       | 0+     |
| M. Corti        | 13       | 0       | ?            | ?            | 13+      | 0+     |
| G. Danova       | 31       | 7       | ?            | ?            | 31+      | 7+     |
| D. De Dominicis | 22       | 0       | ?            | ?            | 22+      | 0+     |
| G. Fanello      | 25       | 9       | ?            | ?            | 25+      | 9+     |
| B. Filippazzo   | 1        | 0       | ?            | ?            | 1+       | 0+     |
| G. Lampredi     | 24       | 1       | ?            | ?            | 24+      | 1+     |
| A. Longo        | 3        | 0       | ?            | ?            | 3+       | 0+     |
| G. Magi         | 24       | 0       | ?            | ?            | 24+      | 0+     |
| A. Miranda      | 10       | 1       | ?            | ?            | 10+      | 1+     |
| A. Prenna       | 4        | 3       | ?            | ?            | 4+       | 3+     |
| R. Rambaldelli  | 25       | 0       | ?            | ?            | 25+      | 0+     |
| S. Sgrafetto    | 7        | 0       | ?            | ?            | 7+       | 0+     |
| F. Turra        | 33       | 1       | ?            | ?            | 33+      | 1+     |
| G. Vavassori    | 24       | -31     | ?            | ?            | 24+      | -31+   |